# 태풍 룽왕 (2005년)
태풍 룽왕(태풍 번호: 0519, JTWC 지정 번호: 19W, 국제명:LONGWANG, 필리핀 기상청(PAGASA) 지정 이름: Maring)은 2005년의 19번째 태풍으로 대만과 중국에 엄청난 피해를 입힌 태풍이다. 룽왕(LONGWANG)은 중국에서 제출하였으며 용왕(龍王)을 의미한다.

## 태풍의 진행

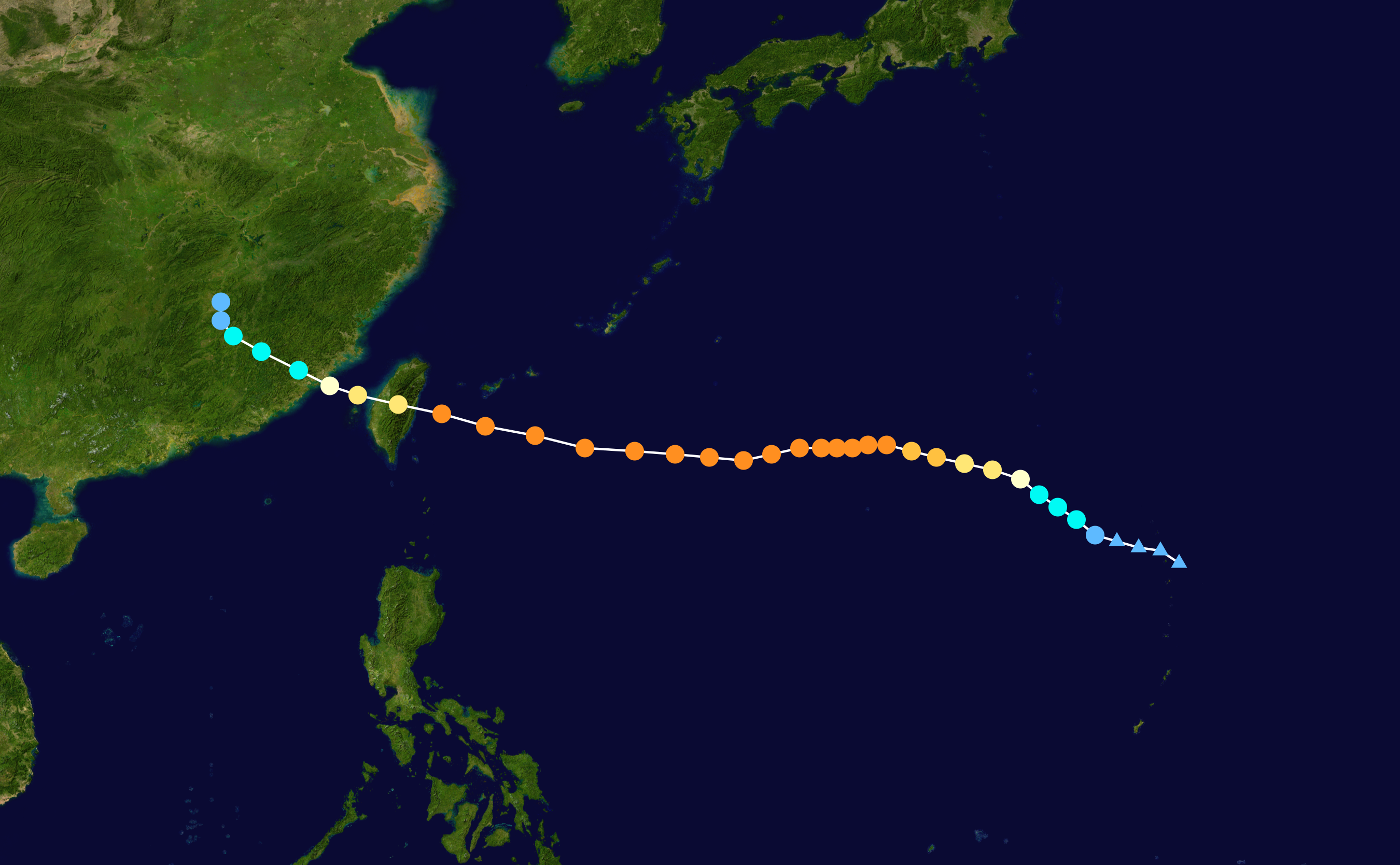
태풍 룽왕 (2005년)의 이동 경로

9월 26일, 일본 이오섬 남남동쪽 약 620 km 부근 해상에서 열대 저기압이 발생한 후 미국 합동태풍경보센터(JTWC)는 이날 자정에 첫 경고를 내렸다. 6시간 후에 이 열대저기압은 열대 폭풍으로 발달했고 즉시 '룽왕(LONGWANG)'으로 이름을 붙였다. 9월 27일에 JTWC는 태풍으로 승격시킨 뒤, 태풍 룽왕은 계속해서 강력해졌고 서북서쪽으로 진로를 바꿔 대만 방면으로 이동하기 시작했다. 룽왕은 9월 29일, 필리핀 기상청(PAGASA) 태풍 관할 구역에 진입해 이 기상청에서 태풍에 부여하는 독자적인 이름, 'Maring'으로 명명하였다. 룽왕은 계속 서쪽으로 이동하다가 10월 1일, 최성기를 맞은 후 다음날인 10월 2일에 대만 화롄시에 첫 번째로 상륙했다. 태풍 룽왕은 계속 약해지면서 대만을 빠져나온 뒤, 대만 해협에 들어선 후에 이날 중국 남동부에 위치한 푸젠성에 2차적으로 상륙했다. 룽왕은 10월 3일 9시 홍콩 북북동쪽 약 540 km 부근 육상에서 열대 저압부로 약화되었다.

## 피해
대만에서는 1명이 사망했고 또 다른 여자 1명은 물이 불어난 강 주변에서 실종되었다. 태풍 룽왕은 대규모의 산사태를 발생시켰고 푸젠성의 몇몇 군인 학생들은 불어난 물과 산사태에 의해 숨졌다. 전체적으로 대만에서 1명이, 중국에서 147명이 사망해 총 인명피해는 148명으로 집계되었다.
중국 남동부의 많은 지역들은 태풍 룽왕이 오기전에 3개의 태풍이 미리 접근해 영향을 끼쳤는데, 그 3개의 태풍으로는 제13호 태풍 탈림, 제15호 태풍 카눈과 제18호 태풍 담레이이었고 이로 인해 130명 이상이 숨졌다.

## 제명
2005년 11월, 필리핀 마닐라에서 개최되었던 아시아 태평양 경제 사회 위원회와 WMO 태풍 위원회는 제38차 연례회의에서 이름 '룽왕(LONGWANG)'과 전에 큰 피해를 끼쳐 퇴출되기로 결정한 제9호 태풍 맛사(MATSA)와 제14호 태풍 나비(NABI)도 함께 제명하기로 결정했다. 이후 룽왕의 대체이름은 2006년 12월, 결정되었으며 '하이쿠이(HAIKUI)'가 선택되었다. 하이쿠이는 말미잘을 의미한다.

## 같이 보기
- 2005년 태풍